# Vanessa Rottenburg
Vanessa Rottenburg (* 1985 in Augsburg) ist eine deutsch-US-amerikanische Schauspielerin.

## Leben
Vanessa Rottenburg absolvierte von 2005 bis 2007 ein Schauspielstudium an der Akademie der darstellenden Kunst in Ulm. Anschließend besuchte sie die Filmschauspielschule Berlin von 2007 bis 2008. Gleichzeitig machte sie ein Fernstudium am ILS als Drehbuchautorin. Bereits im Jahr 2008 stand sie auf diversen Theaterbühnen in Berlin und sammelte erste Filmerfahrungen in Kurzfilmen. 2012 zog sie nach Miami, wo sie als TV-Moderatorin die Sendung The Casting Couch TV präsentierte. Nach ihrer Rückkehr nach Berlin spielte sie wieder Theater, vor allem auf der Vaganten Bühne und der Komödie am Kurfürstendamm.
Seit 2020 wirkt sie als Schauspielerin in mehreren Film-und-Fernsehproduktionen mit. Seit November 2024 (Folge 1071) spielt sie in der ARD-Arztserie In aller Freundschaft die Rolle der Dr. Lucia Böhm.
Rottenburg lebt in Berlin.

## Filmografie
- 2010: Handbag: Le Sac (Kurzfilm)
- 2014: Make Believe (Kurzfilm)
- 2020: Professor T. (Fernsehserie, 4 Folgen)
- 2021: Browser Ballett – Satire in Serie (Fernsehserie, 1 Folge)
- 2022: Liebesdings
- 2022: Löwenzahn (Fernsehserie, 2 Folgen)
- 2022: Inga Lindström: Jemand liebt dich (Fernsehreihe)
- 2023: Einfach Nina
- 2023: Knigge & Co. (Fernsehserie, 6 Folgen)
- 2024: Lena Lorenz: Flaschenkind (Fernsehreihe)
- 2024: Die Rosenheim-Cops (Fernsehserie, 1 Folge)
- seit 2024: In aller Freundschaft (Fernsehserie)

## Theater (Auswahl)
- 2009: Seestücke (Volksbühne am Rosa-Luxemburg-Platz Berlin)
- 2009–2012: Heimat, bittersüße Heimat (Label Noir Berlin)
- 2016–2017: Moby Dick (Vaganten Bühne Berlin)
- 2019: Monsieur Pierre geht online (Komödie am Kurfürstendamm Berlin)
- seit 2021: Vorhang auf für Cyrano (Komödie am Kurfürstendamm Berlin)